# Andreas Hinkel
Andreas Hinkel (Backnang, 26 de março de 1982) é um ex-futebolista alemão que atua como lateral-direito.

## Carreira
Tendo atuado durante cinco temporadas nas categorias de base do inexpressivo Leutenbach, se transferiu aos dez anos para o tradicional Stuttgart, que conquistara no mesmo ano seu quarto título alemão. Foram oito temporadas nas categorias de base do clube, antes de estrear na equipe principal. Seu sucesso durante suas seis temporadas no clube, lhe renderam uma transferência para o Sevilla, que pagou quatro milhões de euros.
Logo de início, conquistou o título da Supercopa Europeia, após vitória sobre o Barcelona por 3 x 0. Hinkel acabou não atuando, ficando na reserva de Daniel Alves, uma situação que marcaria sua passagem pelo clube. Na continuação da temporada, teve uma participação mais efeitva na então Copa da UEFA, tendo atuado em oito partidas, mas não participando da final. Na outra conquista do clube na temporada, participou de uma partida na Copa da Espanha, mas também não estando na final. Já no Espanhol, participou de apenas treze partidas. Para sua infelicidade, seu antigo clube, o Stuttgart, conquistava o título alemão na mesma época após quinze anos.
Iniciou uma segunda temporada pelo clube, mas disputou apenas cinco partidas. Durante a abertura da janela de transferências, acertou sua transferência para o Celtic, que pagou 1,9 milhão de libras. No clube escocês, se tornou titular logo de início, participando do restante da campanha que terminou com o título escocês. Sendo titular nas duas temporadas seguintes, não teve a mesma sorte na terceira, quando sofreu uma grave lesão, que o afastou dos gramados durante nove meses. Por conta disso, também não teve seu contrato renovado, sendo dispensado após o término do mesmo.[carece de fontes?] Apenas em 6 de outubro assinou contrato com um novo clube, o Freiburg.

## Títulos
Sevilla
- Supercopa Europeia: 2006
- Copa da UEFA: 2007
- Copa da Espanha: 2007
- Supercopa da Espanha: 2007

Celtic
- Campeonato Escocês: 2008
- Copa da Liga Escocesa: 2009